# Tong Li Publishing
Tongli Publishing Co. (Xinés: 東立出版社, Pinyin: Dōng Lì Chūbǎnshè), també conegut com a Tong Li Còmics, és una empresa editorial del Taiwan dedicada a la distribució de còmics tant domèstics com importats.
Tong Li es va fundar el 1977 en Tainan, Taiwan, amb només nou empleats. El seu fundador, Fang Wannan, entra al negoci editorial com a venedor de còmic copiat il·legalment el 1975, amb l'editorial Hongguan. Durant quinze anys, Tong Li va ser el major productor de còmics pirata, refent més de 1.000 títols en total, i durant una part d'eixa etapa, publicant uns 50 cada mes. Uns centenars de les còpies s'exportaven a Singapur, arribant-se a distribuir còpies a Malàisia. Els títols de Tong Li, al seu torn, eren piratejats tant a Taiwan, com als mercats menors com Malàisia. En l'últim cas, en tractar-se d'un mercat molt reduït, ni l'editor xinés ni tampoc els japonesos no es preocupen per evitar-ho.
L'editorial adquiria novetats d'editorials japoneses, i els publicava reemplaçant el text original japonés per Xinés tradicional, i redibuixant les vinyetes per a cobrir pits femenins amb sostenidors i suavitzant les escenes més violentes. El cap de Tong Li, Fang Wannan (范萬楠), es definia a si mateix, fent broma, com el rei dels pirates. L'etapa compresa entre 1976 i 1992 és coneguda al país com daoban shidai o període pirata.
Tot i que la pirateria era l'estàndard de la indústria, Tong Li va aconseguir la primera llicència d'un manga per a Taiwan quan el 1989 tanca amb Hakusensha un acord per publicar l'obra de Minako Narita Cipher. El següent seria l'any 1991 amb Akira de Katsuhiro Otomo, de l'editorial Kodansha. A partir del 1992 es produeixen canvis en les lleis que farien inviables les indústries pirata. El camí cap a la publicació legítima es dibuixa entre 1988 i 1992, quan una desena d'editorials pirates de Taiwan, de les quals Tong Li era la més gran, arriba a un acord amb les editorials japoneses. L'acord beneficiava a l'editorial perquè publicaria el 44% de les novetats, obtenint gran part dels títols amb més mercat. El distribuïdor japonés rebia 12,50 dòlars per cada títol, i el 8% de les vendes.
També el 1992, Tong Li comença a publicar manhua taiwanés, amb Dragon Youth i Star Lass. El mateix any, Tong Li llança al mercat diverses revistes on recopilaria sèries de manga, sent la més famosa d'elles Formosa Youth.